# Gonomyia apiculata
Gonomyia apiculata là một loài ruồi trong họ Limoniidae. Chúng phân bố ở vùng nhiệt đới châu Phi.